# The Bootleg Series Vol. 4: Bob Dylan Live 1966, The "Royal Albert Hall" Concert
The Bootleg Series Vol. 4: Bob Dylan Live 1966, The "Royal Albert Hall" Concert es un álbum en directo del músico estadounidense Bob Dylan publicado por la compañía discográfica Columbia Records en octubre de 1998.
El álbum, que supone la segunda entrega de la colección The Bootleg Series tras la publicación siete años antes de la caja recopilatoria The Bootleg Series Volumes 1-3 (Rare & Unreleased) 1961-1991, recoge el concierto de Dylan en el Free Trade Hall de Mánchester, Inglaterra, durante su gira mundial de 1966.
La lista de canciones incluye dos sets, con la primera mitad del concierto integrada por canciones en acústico e interpretadas por Dylan solo en el escenario, y la segunda mitad con canciones eléctricas interpretadas con la banda The Hawks. Inmerso en un cambio musical entre su primera etapa folk y la conversión hacia un sonido eléctrico, Dylan obtuvo el respaldo del público durante el set acústico y críticas y abucheos durante el segundo set.
Tras su publicación, el álbum debutó en el puesto 31 en la lista estadounidense Billboard 200 el 24 de octubre de 1998 y fue certificado como disco de oro por la RIAA el 11 de noviembre. En el Reino Unido alcanzó el puesto 19 en la lista de discos más vendidos.

## Historia
Tras una gira por Norteamérica desde mediados de 1965 hasta el invierno de 1966, Dylan se embarcó en una gira de seis semanas durante la primavera del 66 con el respaldo de la banda The Hawks que comenzó en Australia y finalizó en Londres. El paso de Dylan a la música eléctrica, y su aparente desconexión con la tradicional música folk, continuó generando controversia, hasta el punto de ser calificado por el público británico como «un vendido».
La parte eléctrica del concierto vio la luz por primera vez a finales de 1970 o comienzos de 1971 en bootlegs de formato vinilo y con un título variable según la edición. El 3 de junio de 1971, el crítico Dave Marsh realizó una reseña en la revista Creem sobre las grabaciones y escribió:

«Es la más elegante y mejor pieza suprema de rock'n'roll que he oído nunca. Mi respuesta a la cristalización de todo aquello fue permitir que mi mejilla se soltara, mi cuerpo se moviera y saltara de la silla... Es una experiencia que uno simplemente desea compartir, tocar una y otra vez a aquellos que sepas que tienen sed de tales placeres. Y si hablo de un modo casi reverencial acerca de esta música, no es porque haya perdido perspectiva: es precisamente porque la he encontrado, dentro de la música, sí, que fue hecha hace cinco años. Pero está ahí y es imposible ignorarla».

El mismo mes, el crítico Jon Landau realizó otra crítica del concierto:

«No hace falta decir que el álbum es musicalmente fantástico y un retorno asombroso al temperamento de los sesenta. Escuchándolo, no es difícil rememorar a Dylan en el escenario del Donnally Memorial Theatre en Boston o en Forest Hills en Nueva York, cara a cara con Robbie Robertson, entre cada verso de prácticamente cada canción. Ni es difícil recordar la larga, delgada y débil apariencia que a veces te hacían pensar qué le daba la fuerza para permanecer en primera línea. (...) No es difícil para mi recordar los nombres, los insultos que tuvo que resistir sólo por estar ahí con una banda eléctrica. En este álbum, la audiencia aplaude en mal momento, aplaude rítmicamente como si deliberadamente se quitaran de encima la coordinación. Al comienzo de «One Too Many Mornings», él relata una historia completamente psicótica con una voz muy suave mientras la audiencia hace su ruido. Al tiempo que ellos pierden gradualmente su energía, él alza su voz, hasta que, cuando están en completo silencio, dice: «Vosotros solos no podéis aplaudir tan alto»».

Los primeros bootlegs atribuyeron la grabación a uno de los conciertos ofrecidos en el Royal Albert Hall de Londres, grabados junto al concierto de Liverpool y supervisados por el productor Bob Johnston. Aun así, la legendaria confrontación de Dylan con un seguidor que le gritó «¡Judas!» al comienzo de «Like a Rolling Stone» tuvo en el Free Trade Hall de Mánchester el 17 de marzo de 1966. Tras el grito, Dylan respondió al público diciendo: «I don't believe you, you are a liar» (en español: «No te creo, eres un mentiroso»), gritando fuera de micrófono a la banda: «Play it fucking loud» (en español: Tocar jodidamente alto), y tocando la última canción del concierto, «Like a Rolling Stone».
Una canción interpretada en el Royal Albert Hall el 26 de mayo de 1966, «Visions of Johanna», fue previamente publicada en el recopilatorio Biograph de 1985. Extractos de otras interpretaciones procedentes de la gira británica se incluyen en el documental televisivo de Martin Scorsese No Direction Home, estrenado siete años después del álbum.
El 29 de julio de 1966, dos meses después de finalizar la gira, Dylan sufrió un accidente de moto. Como resultado de su larga recuperación, Dylan canceló los conciertos pendientes que tenía para 1966, aunque continuó colaborando con The Hawks y grabando demos en el sótano de «Big Pink», un chalé alquilado por miembros del grupo en Woodstock, Nueva York, que vieron la luz en 1974 en el álbum The Basement Tapes. Dylan no volvió a salir de gira hasta 1974 y apareció en breves ocasiones sobre un escenario durante los ocho años siguientes.

## Lista de canciones
Todas las canciones escritas y compuestas por Bob Dylan excepto donde se anota. 
| Disco uno: Set acústico |                                |          |  |
| N.º                     | Título                         | Duración |  |
| 1.                      | «She Belongs to Me»            | 3:27     |  |
| 2.                      | «4th Time Around»              | 4:37     |  |
| 3.                      | «Visions of Johanna»           | 8:08     |  |
| 4.                      | «It's All Over Now, Baby Blue» | 5:45     |  |
| 5.                      | «Desolation Row»               | 11:31    |  |
| 6.                      | «Just Like a Woman»            | 5:52     |  |
| 7.                      | «Mr. Tambourine Man»           | 8:52     |  |

| Disco dos: Set eléctrico (con The Hawks) |                                                         |                              |          |  |
| N.º                                      | Título                                                  | Escritor(es)                 | Duración |  |
| 1.                                       | «Tell Me, Momma»                                        |                              | 5:10     |  |
| 2.                                       | «I Don't Believe You (She Acts Like We Never Have Met)» |                              | 6:07     |  |
| 3.                                       | «Baby, Let Me Follow You Down»                          | Eric von Schmidt. Arr. Dylan | 3:46     |  |
| 4.                                       | «Just Like Tom Thumb's Blues»                           |                              | 6:50     |  |
| 5.                                       | «Leopard-Skin Pill-Box Hat»                             |                              | 4:50     |  |
| 6.                                       | «One Too Many Mornings»                                 |                              | 4:22     |  |
| 7.                                       | «Ballad of a Thin Man»                                  |                              | 7:55     |  |
| 8.                                       | «Like a Rolling Stone»                                  |                              | 8:01     |  |

## Personal
- Bob Dylan: guitarras, armónica, piano y voz
- Robbie Robertson: guitarras
- Rick Danko: bajo y coros
- Richard Manuel: piano y teclados
- Garth Hudson: órgano y teclados
- Mickey Jones: batería y percusión

## Posición en listas
| País              | Lista                  | Posición |
| ----------------- | ---------------------- | -------- |
| Alemania          | Media Control Charts   | 98       |
| Australia         | ARIA Albums Chart      | 29       |
| Bélgica (Flandes) | Ultratop 200 Albums    | 27       |
| Estados Unidos    | Billboard 200          | 31       |
| Francia           | SNEP Albums Chart      | 56       |
| Noruega           | VG-lista Top 40 Albums | 10       |
| Países Bajos      | Mega Albums Top 100    | 46       |
| Reino Unido       | UK Albums Chart        | 19       |
| Suecia            | Albums Top 60          | 19       |